# Carl Friedrich Ballhorn der Jüngere
Carl Friedrich Hermann Ballhorn auch Karl Friedrich Ballhorn (* 1769 in Berlin; † 15. März 1844 ebenda) war ein preußischer Jurist und Beamter.

## Leben

### Familie
Carl Friedrich Ballhorn war der Sohn von Carl Friedrich Ballhorn, späterer Präsident des kurmärkischen Pupillenkollegiums, und dessen Ehefrau Catharina Maria Elisabeth (* 11. Juli 1746), die Tochter des Frankfurter Hochschullehrers Christian Deutsch.
Er war mit Marianne Ida Hedwig († 1822), der Tochter des Hauptmanns Friedrich Kasimir Siegfried von Moltke (1730–1785), verheiratet; gemeinsam hatten sie vier Kinder.
Sein Schwager war der spätere preußische Offizier und dänische General Friedrich Philipp Victor von Moltke.
1819 nahm er den späteren Regierungsrat Louis von Moltke bei sich auf, damit dieser bis 1826 das Friedrich-Wilhelms-Gymnasium in Berlin besuchen konnte.

### Werdegang
Carl Friedrich Ballhorn besuchte bei Gotthilf Samuel Hecker die königliche Realschule und später das Pädagogium in Berlin.
Er immatrikulierte sich am 10. Oktober 1786 zu einem Studium der Rechtswissenschaften an der Universität Halle und wechselte im Oktober 1788 an die Universität Göttingen.
Im November 1789 wurde er Auskultator beim Berliner Stadtgericht und war seit dem 15. Mai 1790 Referendar beim Kammergericht in Berlin. Im Oktober 1791 bat er um die Zulassung zum Großen Examen und bestand dieses am 10. Januar 1792. Mit Reskript vom 21. Januar 1792 wurde er Assessor beim Kammergericht. Im Juni 1794 war er, zusammen mit Conrad Barthold Müller (1761–1839), dienstältester Assessor am Kammergericht.
1794 wandte sich sein Vater sowohl mündlich als auch schriftlich an den Großkanzler Johann Heinrich von Carmer und bat um die Beförderung seines Sohnes zum Kammergerichtsrat; von dieser Beförderung sei die Hochzeit seines Sohnes abhängig, weil hieran die Bestellung zum Kammergerichtsrat verknüpft sei, darauf wurde er am 30. September 1794 zum Kammergerichtsrat bestellt.
Carl Friedrich Ballhorn starb 1844 als Geheimer Post- und Kammergerichtsrat a. D.